# Rue des Orteaux
La rue des Orteaux, est une voie située dans le quartier de Charonne du 20e arrondissement de Paris, en France.

## Situation et accès
La rue des Orteaux est une voie située dans le 20ᵉ arrondissement de Paris, s’étendant entre la rue de Bagnolet et le boulevard Davout.
Elle est accessible via plusieurs moyens de transport en commun. La station de métro Alexandre Dumas sur la ligne 2 se trouve à proximité. La station Maraîchers de la ligne 9 est également accessible à quelques minutes de marche. En outre, la rue est perpendiculaire au boulevard des Maréchaux sur lequel circule le tramway T3b, mis en service le 15 décembre 2012. Ainsi, la rue de Orteaux est également desservie par les stations Marie de Miribel et Porte de Montreuil.
La rue longe l’ancienne voie ferrée de la Petite Ceinture, aujourd'hui partiellement revitalisée en promenade fleurie. 

## Origine du nom
Elle doit son nom à un ancien lieu-dit, « Horteaux », dérivé du latin hortus, qui signifie « jardin » et témoigne de la vocation agricole de ce secteur à l’époque romaine.

## Histoire

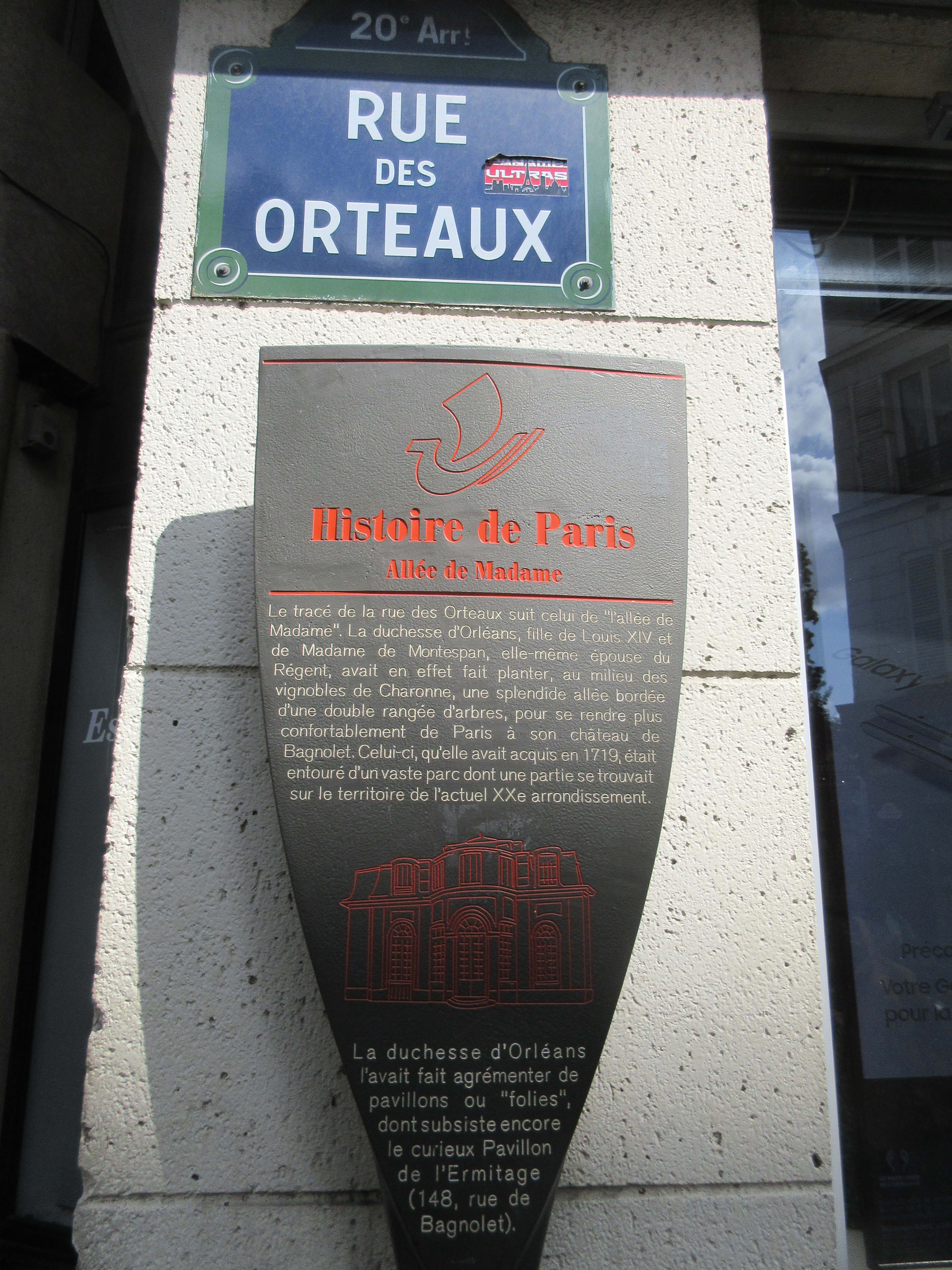
Panneau Histoire de Paris

Vers 1720, Françoise-Marie de Bourbon, duchesse d'Orléans, épouse de Philippe d'Orléans et fille de Louis XIV et de Madame de Montespan, fait planter au milieu des vignes de Charonne une allée bordée d'une double rangée d'arbres afin de relier Paris à son château de Bagnolet dont l’immense propriété représentait une grande partie de ce qui est devenu le sud du 20e arrondissement.
Cette allée de l'ancienne commune de Charonne est tracée sur le plan de Roussel en 1730 et est appelée « avenue Madame ». Après le morcellement du domaine du château de Bagnolet en 1769, cette allée devenue un simple chemin prend alors le nom de « rue de Madame ». 
Charonne étant rattachée à Paris par la loi du 16 juin 1859, la voie est classée dans la voirie parisienne par décret du 23 mai 1863. Une rue Madame existant dans le 6e arrondissement de Paris, elle prend son nom actuel par un arrêté préfectoral en date du 3 septembre 1869.
Cette rue a été connue au début du XXe siècle pour sa bande d'Apaches dont le chef était très lié à Casque d'or, ce qui a occasionné des règlements de compte sanglants avec une bande rivale de Belleville. La police s'en mêla et les principaux chefs des deux bandes finirent aux travaux forcés au bagne de Cayenne.
Le 21 août 1944, le poste de police situé à l'angle de la rue des Orteaux et de la rue des Haies est attaqué par les forces allemandes, qui tuent deux gardiens de la paix.
La rue fut inscrite dans le Grand projet de renouvellement urbain (GPRU) au même titre que le reste de la ZAC Saint-Blaise.
En 2010, la rue des Orteaux est réputée pour être un cluster de l'insécurité au sein du quartier.

## Bâtiments remarquables et lieux de mémoire
Le poste de police de la rue des Orteaux est fermé depuis 2009 du fait du regroupement de l'ensemble des commissariats du 20ᵉ arrondissement au sein d'une seule et même entité située, 3 rue des Gâtines, près de la place Gambetta. Les locaux sont aujourd'hui occasionnellement utilisés en tant que bureaux administratifs par plusieurs syndicats de police. 
La rue conserve encore quelques bâtiments ayant autrefois abrité des ateliers et des manufactures, vestiges d’une époque où le quartier était principalement habité par une population ouvrière, de la fin du XIXe siècle jusqu’au début des années 1970. 
Le pont de la rue des Orteaux est l'un des bâtiments les plus reconnaissables de la voie, il se situe à l'intersection entre la rue des Maraîchers, à l'ouest, et la rue Courat et la rue du Clos à l'est. La construction du pont se fit entre 1886 et 1889 ; il fut mis hors-service en 1934.  

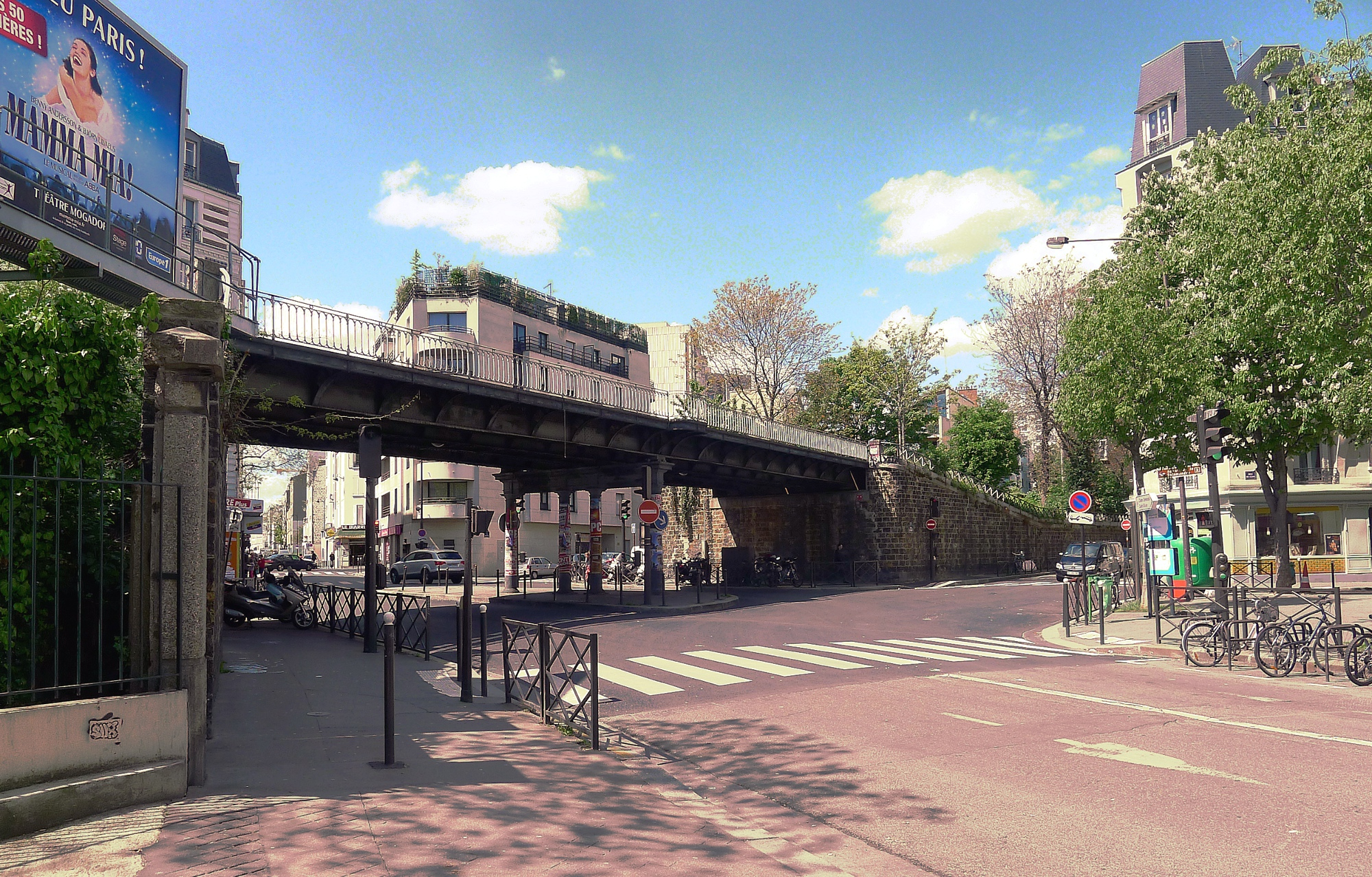
Le pont de la rue des Orteaux.
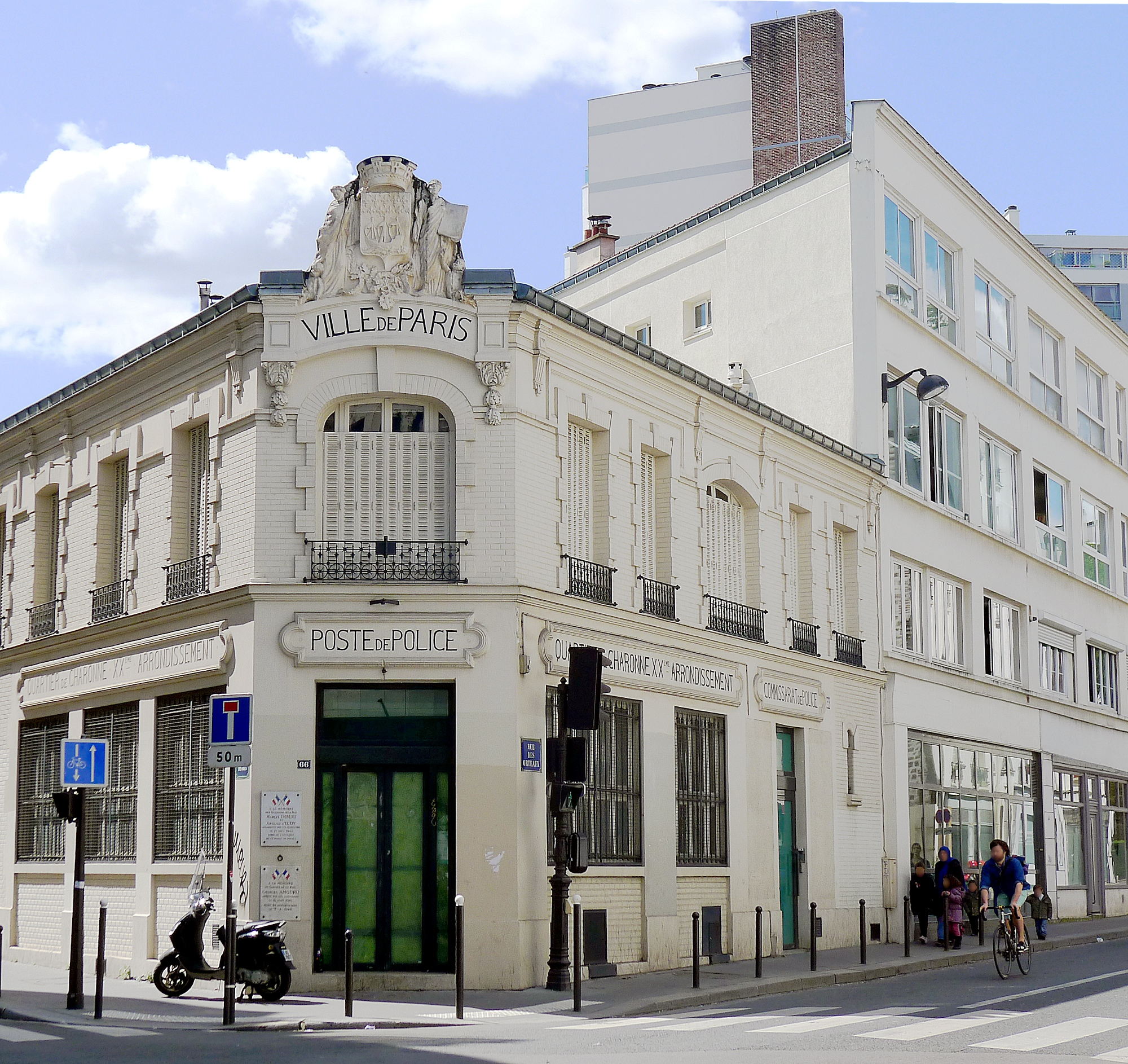
Poste de police.
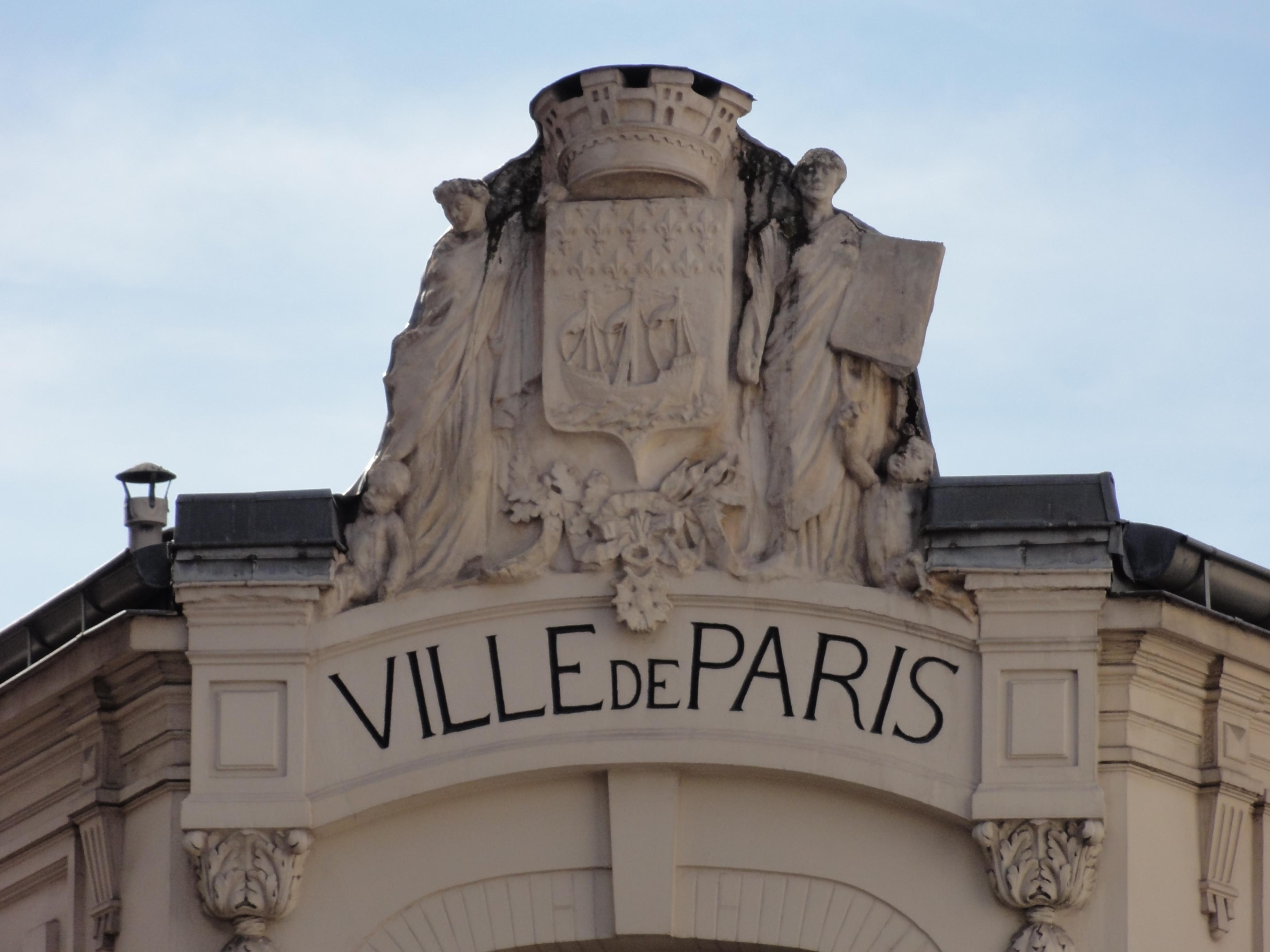
Blason de la ville de Paris ornant la facade du poste de police.